# Carmenta benoisti
Carmenta benoisti is een vlinder uit de familie wespvlinders (Sesiidae), onderfamilie Sesiinae.
Carmenta benoisti is voor het eerst wetenschappelijk beschreven door Le Cerf in 1917. De soort komt voor in het Neotropisch gebied.